# Jaimie Alexander
Jaimie Alexander (ur. 12 marca 1984, jako Jaimie Lauren Tarbush, w Greenville w stanie Karolina Południowa) – amerykańska aktorka.

## Filmografia
- 2005 U nas w Filadelfii (It's Always Sunny in Philadelphia) jako Tammy (odc. "Underage Drinking: A National Concern")
- 2006 Kyle XY jako Jessi XX
- 2006 Impas (Standoff) jako Barista (tylko pilot)
- 2006 The Other Side jako Hanna Thompson
- 2006 Ostatni postój (Rest Stop) jako Nicole Carrow
- 2006-2007 Zaopiekuj się mną (Watch Over Me) jako Caitlin Porter
- 2007 Hallowed Ground jako Liz Chambers
- 2008 Ostatni postój II: Nie oglądaj się za siebie (Rest Stop 2) jako Nicole Carrow
- 2009 CSI: Kryminalne zagadki Miami jako Jenna York (odc. "Flight Risk")
- 2009 Kości (Bones) jako Molly Briggs (w odc. "The Beaver in the Otter")
- 2010 Thor jako Sif
- 2010 Miłość i inne używki (Love and Other Drugs) jako Carol
- 2011 Loosies jako Lucy
- 2011 The Birds of Anger (krótki metraż) jako Annie
- 2011 Kamuflaż (Covert Affairs) jako Reva Kline
- 2011 Siostra Jackie (Nurse Jackie) jako Tunie Peyton
- 2012 Pułapki umysłu (Perception) jako Nikki Atkins
- 2013 Thor: Mroczny świat (Thor: The Dark World) jako Sif
- 2013 Savannah jako Lucy Stubbs
- 2013 Collision jako Taylor Dolan
- 2013 Likwidator (The Last Stand) jako Sarah Torrance
- 2014 Agenci T.A.R.C.Z.Y. jako Sif (gościnnie)
- 2014 Under the Gunn jako jurorka
- 2015 Świat w opałach (The Brink) jako por. Gail Sweet
- 2015-2020 Blindspot: Mapa zbrodni (Blindspot) jako Jane Doe
- 2016 Mordercza miłość (Broken Vows) jako Tara Bloom
- 2018 London Fields  jako Hope Clinch
- 2021 Loki jako Sif
- 2022 Thor: Miłość i grom (Thor: Love and Thunder) jako Sif
- 2022 Ostatni ślad (Last Seen Alive) jako Lisa Spann